# История на Картаген
Историята на Картаген датира от около 1200 г. пр.н.е. до 698 г., т.е. градът има близо две хилядолетна история.
След битката при Кадеш, около 1200 г. пр.н.е. огромна преселническа вълна от т.нар. морски народи залива западносемитската страна от юдейската порта до делтата на Нил в Долен Египет. Цялата финикийска страна, в това число и двата водещи центъра Тир и Сидон, са засегнати от разселението на морските народи. От една страна, Древен Египет, загрижен за собствената си съдба, оставя на произвола на съдбата бившите си зависими територии, а от друга – финикийците получават възможност сами да поемат грижите за оцеляването и бъдещето си. Именно от това време датират първите сигурни сведения за финикийска колонизация по Средиземноморието.
Трудно е да се установи откъде идват уменията в корабоплаването на финикийците (предвид характера на западносемитската митология). Като типична финикийска колония първият пунически Картаген не правел никакво изключение от съседните му финикийски колонии и се развивал традиционно както тях. Нещо повече, явно ценейки първенстващата пионерска роля на съседна Утика, Пунически Картаген във външните си отношения и международните договори винаги се изписвал като „Картаген и Утика“, макар западнофиникийската столица да имала несравнимо с Утика международно значение и авторитет.
Първият пунически период от историята на Картаген датира предположително от около 1000 г. пр.н.е. до 146 г. пр.н.е., когато след щурм градът е превзет от римската армия под предводителството на Сципион Емилиан. След пълното му сриване със земята, по изричната воля за това на Римския Сенат земята, на която се е издигал пуническият град е разорана и посипана със сол, а мястото прокълнато от римляните като най-ненавистното на земята. Забранено е строителството вовеки. Въпреки това, след уталожване на страстите в Рим, е приет Lex Rubria, по силата на който се допуска изграждането на първата римска колония извън Италия и в съседство с пуническия град изниква Римски Картаген. Римският град просъщствува до 698 г., когато е разрушен при арабското завоюване на Северна Африка и повече не е възстановяван. Римският период от историята на Картаген се разделя на три периода – до превземането му от вандалите през 439 г., след което градът става столица на Кралство на вандали и алани, като по време на вандалската война в 533 г., император Юстиниан Велики връща владението му за Източната Римска империя. От 533 до края на съществуването си, Картаген е византийски.
Днес мястото, където се е издигал античен Картаген, е част от предградията на град Тунис. В периода на своя най-голям разцвет, Пуническият Картаген достига с предградията си близо 700 хил. жители – точно толкова колкото е имал и Древен Рим по същото време, а Римски Картаген се превръща в третия по-големина и значение град през 1 век пр.н.е. по времето на римската република – след столицата и Древна Атина.

## Извори
Изследването за историята на Картаген е основана на гръцки и латински писмени източници, дело на Тит Ливий, Плутарх, Херодот и др. и надписи върху съхранените историческите паметници в Северна Африка. Първични картагенски исторически източници са изключително редки.

## Основаване на Картаген
Картаген е основан от финикийски колонисти от град Тир през 9 век преди Христа. Според легендата негова основателка е царица Дидона. Когато троянецът Еней, оцелял след падането на Троя и тръгнал да търси своя земя, заедно със семейството си, идва при нея, Дидона се влюбва в него. Предлага му да остане при нея, но Еней я напуска. Разгневена, Дидона проклина Еней, че те винаги ще бъдат врагове. Така се полагат основите на враждата между Рим и Картаген, тъй като Еней е родоначалник на основателите на Рим.

## Картаген при вандалите
Картаген е столица на Вандалското кралство в Северна Африка. Превзет е от Византия по време на похода на Юстиниан I срещу вандалите.